# Toyota Gazoo Racing Europe
La Toyota Gazoo Racing Europe, precedentemente nota come Toyota Motorsport, è il reparto corse della casa automobilistica giapponese Toyota. Nata come Andersson Motorsport, è stata acquistata dopo pochi anni di vita dalla Toyota, che ne ha spostato la sede prima a Bruxelles e poi a Colonia. È nota soprattutto per la sua attività prima nei rally, nei quali ha militato dal 1982 al 1999 aggiudicandosi quattro titoli mondiali piloti, tre titoli mondiali costruttori e 43 gare, e poi nelle competizioni endurance, nelle quali si è aggiudicata cinque 24 Ore di Le Mans, sei titoli mondiali piloti e sette titoli mondiali costruttori. Un tempo l'unico reparto corse del colosso nipponico, oggi si occupa principalmente della sua attività sportiva nel campionato del mondo endurance dopo la decisione della casa madre di decentralizzare i suoi programmi sportivi in varie scuderie indipendenti tra di loro. Oltre a ciò la scuderia si occupa della produzione di diversi modelli Toyota da competizione, come la Toyota GR Supra GT4, la Toyota GT86 CS-R3, la Toyota GT86 CS-Cup e la Toyota GT86 CS-V3.

## Storia

### Campionato del mondo rally
Nel 1972 il pilota svedese Ove Andersson ha fondato una nuova scuderia, la Andersson Motorsport, con sede in Svezia, e ha iniziato a correre con vetture Toyota. Qualche anno dopo la scuderia è stata rinominata Toyota Team Europe e ha spostato la sua sede a Bruxelles. Nel 1975 la scuderia ha ottenuto la sua prima vittoria al Rally dei Mille Laghi con una Toyota Corolla affidata ad Hannu Mikkola ed Atso Aho. Tre anni dopo la sede è stata spostata a Colonia.

Da destra: Carlos Sainz e il suo navigatore Luis Moya festeggiano al Sanremo la vittoria del titolo piloti nel campionato del mondo rally 1990, il primo per Toyota nella categoria.

A metà degli anni ottanta la scuderia ha iniziato la progettazione della Toyota Celica GT-Four, quella che sarà l'auto da rally più vincente nella storia della casa nipponica. La vettura ha debuttato a metà stagione 1988, ottenendo come miglior risultato un terzo posto al Rally di Gran Bretagna, guidata da Björn Waldegård. L'anno seguente ha ottenuto la sua prima vittoria al Rally d'Australia, nelle mani di Juha Kankkunen. Il 1990 è l'anno della consacrazione: la vettura, nelle mani di Carlos Sainz, vince quattro gare e si aggiudica il primo mondiale piloti nella storia della Toyota. Lo spagnolo riuscirà a ripetersi due anni più tardi, nel 1992; l'anno successivo la scuderia viene acquistata ufficialmente dalla Toyota, venendo rinominata Toyota Motorsport. Il 1993 e il 1994 hanno visto un dominio assoluto della Toyota, che, oltre ai mondiali piloti, si è aggiudicata i suoi primi due mondiali costruttori. Nel 1995 ha debuttato una versione aggiornata della Celica GT-Four, la ST205. Un'investigazione della FIA ha però scoperto che queste nuove vetture erano equipaggiate con delle turbine illegali. Questo ha portato ad una squalifica di un anno della Toyota dal campionato e al tramonto del modello Celica. Il presidente federale Max Mosley definirà la turbina illegale "il dispositivo più sofisticato che ho mai visto in 30 anni di corse".
Durante la stagione di squalifica la scuderia ha progettato una nuova vettura, la Corolla WRC, che ha debuttato nel 1997 al Rally di Finlandia. I pochi rally disputati in questa stagione non hanno visto risultati di rilievo e sono serviti più che altro come collaudi finali in vista di un impegno completo negli anni successivi. Nel 1998 è la sfortuna a privare Toyota del mondiale piloti, quando Sainz è costretto al ritiro a 500 metri dal traguardo del rally finale per un guasto al motore, perdendo il titolo per 2 punti. Nel 1999 la scuderia è riuscita ad aggiudicarsi il mondiale costruttori con 109 punti, 4 in più della Subaru, seconda classificata. Al termine della stagione il team ha annunciato il suo ritiro dal WRC dopo più di 20 anni, affermando di aver vinto tutto quello che si poteva vincere.

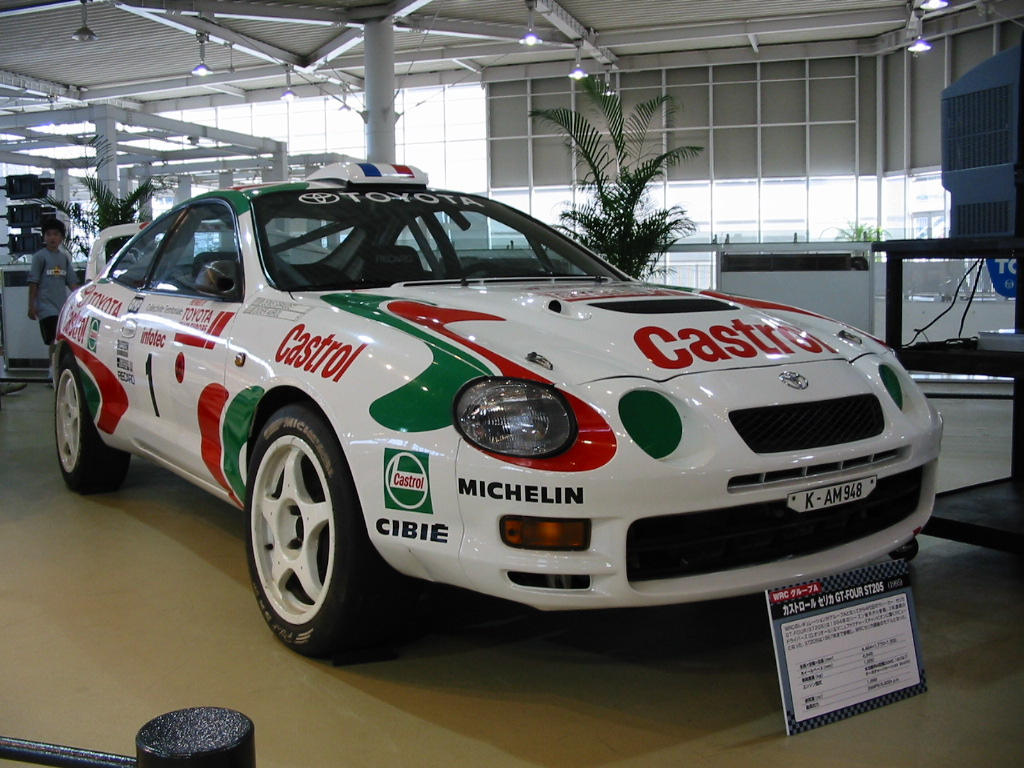
La Toyota Celica GT-Four (qui in versione ST205), quattro titoli mondiali piloti e due costruttori conquistati

Durante la sua assenza dal WRC la scuderia ha avviato programmi in campionati rally minori. Nel 2007 ha costruito una Corolla con specifiche Super 2000 per partecipare al campionato australiano rally. Nel 2015 è stato invece annunciato l'inizio della produzione di una versione con specifiche R3 della GT86 destinata alla vendita a scuderie private.
Sempre nel 2015 è stata annunciata l'intenzione di costruire una Yaris con le nuove specifiche WRC Plus. L'auto ha debuttato nella stagione 2017, segnando il ritorno della Toyota nel WRC dopo 18 anni di assenza, e ha ottenuto la sua prima vittoria alla seconda gara, nel Rally di Svezia. Ha vinto il mondiale costruttori nel 2018 e quello piloti nel 2019 con Ott Tänak.

### 24 Ore di Le Mans e campionato del mondo endurance

#### Toyota GT-One
Nel 1998 è stata presentata ai test di maggio della 24 Ore di Le Mans la Toyota GT-One, con la quale la casa nipponica si è approcciata per la prima volta al mondo dei prototipi. Le tre vetture costruite si sono subito dimostrate competitive, facendo registrare il secondo, quinto e decimo tempo. Anche durante la settimana di gara le vetture hanno confermato la loro competitività, qualificandosi con il secondo, settimo e ottavo tempo. Durante la gara la GT-One numero 28 è rimasta coinvolta in un incidente ad alta velocità, venendo costretta al ritiro. Le altre due vetture hanno continuato a battagliare fino alle ore finali di gara, quando la numero 29, che in quel momento stava lottando per la vittoria finale, è stata costretta al ritiro a causa di un guasto al cambio. L'unica vettura rimasta, la numero 27, si è classificata nona, a 25 giri dalla Porsche 911 GT1 vincitrice.

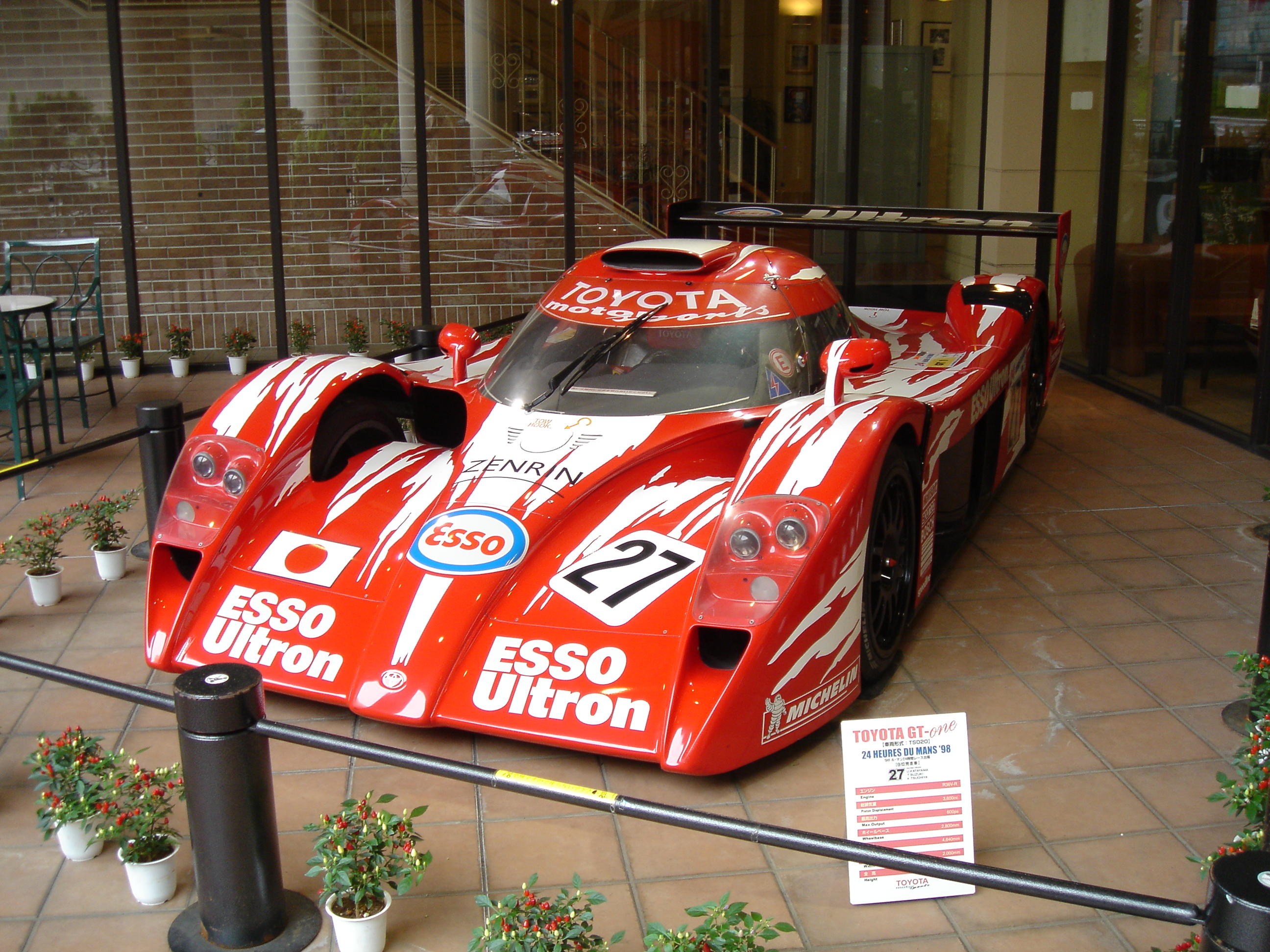
Una Toyota GT-One utilizzata alla 24 Ore di Le Mans

Durante la 24 Ore di Le Mans 1999 le vetture nipponiche sono state tormentate da diversi problemi alle gomme. La numero 1 ha subito una foratura mentre percorreva ad alta velocità la curva Mulsanne; la foratura ha danneggiato gravemente la sospensione, impedendo alla vettura di fare ritorno ai box per essere riparata. Qualche ora dopo è stato il turno della numero 2, che è rimasta coinvolta in un incidente ad altà velocità a causa di uno sgonfiamento improvviso. All'alba l'unica Toyota rimasta, la numero 3, aveva quasi un giro di distacco dalla BMW numero 15 e manteneva un ritmo piuttosto regolare. Nel disperato tentativo di ottenere la vittoria finale, l'auto, guidata da Ukyo Katayama, ha iniziato a spingere, facendo il giro veloce della gara e riducendo il distacco a meno di un minuto, prima di subire anch'essa una foratura. La vettura è comunque riuscita a fare ritorno ai box per cambiare la gomma e di è classificata al secondo posto finale.
Prima di essere definitivamente ritirata, la GT-One ha preso parte ad un'ultima gara, la 1000 km del Fuji del 1999. Alla gara partecipavano però solo scuderie giapponesi; di conseguenza l'unico vero rivale della Toyota era la Nissan con la sua R391. L'unica GT-One iscritta i è classificata seconda proprio dietro alla Nissan R391. A fine stagione è stato deciso di chiudere il programma per concentrarsi sullo sviluppo della nuova monoposto per la Formula 1, che avrebbe debuttato due anni più tardi.

#### Toyota TS030 Hybrid
Nell'ottobre 2011 è stato annunciato il ritorno a Le Mans, ora parte del calendario del campionato del mondo endurance, a partire dal 2012 con un nuovo prototipo ibrido. La nuova vettura, denominata TS030 Hybrid, non ha potuto prendere parte alle prime gare del campionato in quanto la costruzione non era ancora terminata. Le due TS030 hanno debuttato direttamente a Le Mans, ma sono state entrambe costrette al ritiro per due incidenti separati con altre vetture. La Toyota ha completato il resto della stagione con una sola vettura, ottenendo tre vittorie.
Per la stagione 2013 sono state iscritte entrambe le vetture a tutte le gare. A Le Mans entrambe le vetture hanno ben figurato: la numero 8, affidata all'equipaggio composto da Anthony Davidson, Stéphane Sarrazin e Sébastien Buemi, si è classificata al secondo posto finale, mentre la numero 7 si è classificata quarta. Le due vetture otteranno due vittorie nel corso della stagione, che varranno il terzo e quarto posto in classifica piloti e il secondo posto in classifica costruttori dietro all'Audi.

#### Toyota TS040 Hybrid

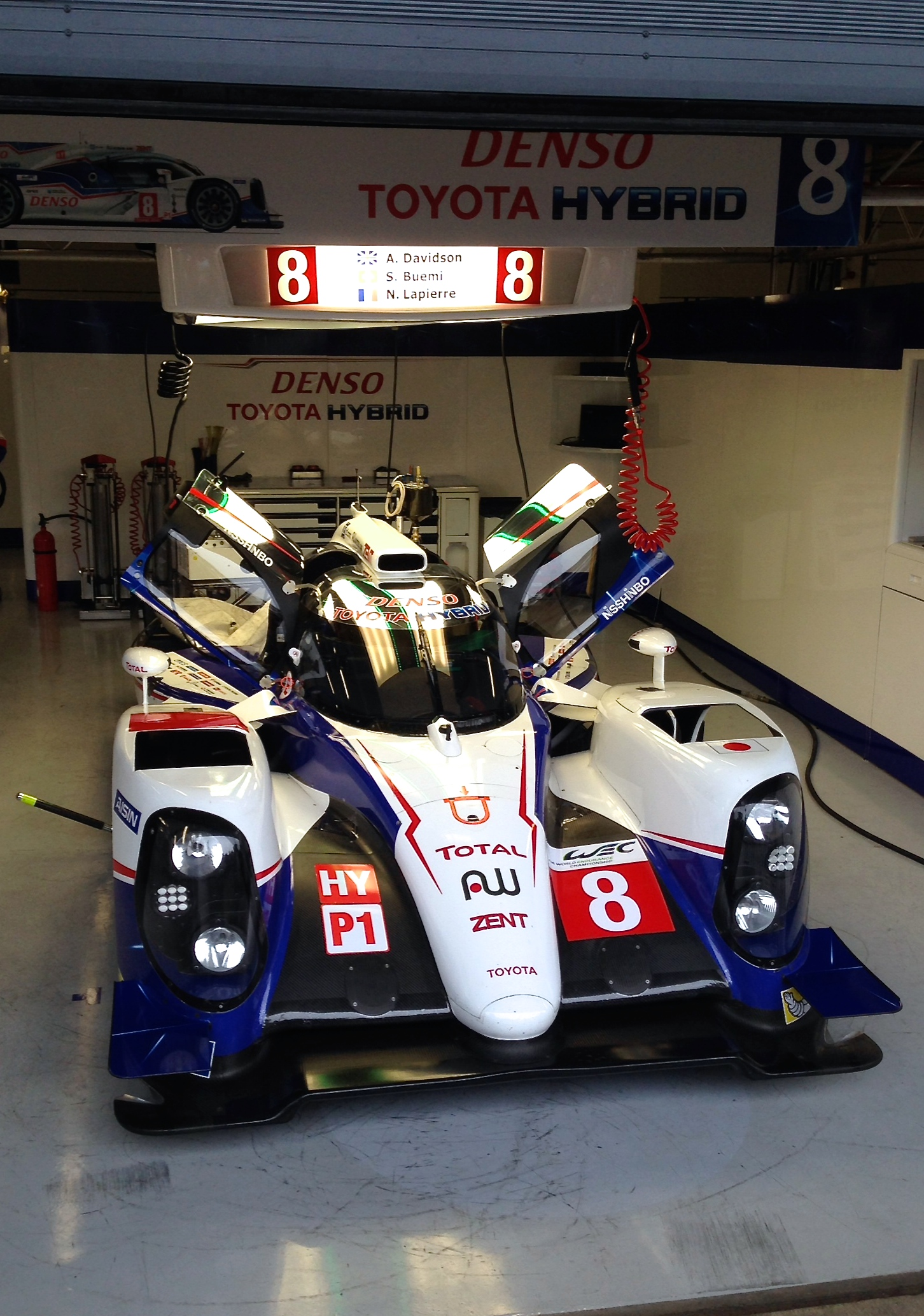
La TS040 vincitrice del titolo mondiale 2014.

Nell'ottobre 2014 è stata presentata una nuova vettura, la TS040 Hybrid, che mantiene lo stesso sistema ibrido della TS030 ma aggiunge un supercondensatore nella parte anteriore per garantire la trazione integrale temporanea. Le due TS040 iscritte al campionato si dimostrano fin da subito molto competitive. Dopo aver vinto le prime due gare stagionali, a Silverstone e a Spa, le due vetture si presentano a Le Mans come le grandi favorite e si qualificano al primo e secondo posto. Durante la gara, tuttavia, la numero 8 è rimasta coinvolta in un incidente a causa di un improvviso acquazzone ed è stata costretta a sostare per oltre 50 minuti ai box per essere riparata. Qualche ora dopo la numero 7, che fino a quel momento aveva agevolmente dominato la gara, ha subito un guasto ad un cablaggio ed è stata costretta al ritiro. La numero 8, che nel frattempo era ripartita, ha rimontato fino alla terza posizione, dietro alle due Audi rivali. Nonostante la delusione di Le Mans, le TS040 hanno continuato a ottenere ottimi risultati, che hanno valso il primo e il terzo posto finale in classifica piloti e il primo posto finale in classifica costruttori, davanti ad Audi e Porsche.
Il 2015 non è un anno positivo per la Toyota. Nonostante infatti il dominio dell'anno precedente, la TS040, forse anche a causa dell'anno di anzianità, non riesce mai a essere al livello delle Porsche e delle Audi rivali. A Le Mans le due TS040 vengono già ampiamente battute durante le qualifiche, classificandosi settima e ottava. Durante la gara non riescono poi a mantenere il ritmo delle vetture rivali e sono costrette ad accontentarsi del sesto e ottavo posto finale. Le restanti gare non vedranno miglioramenti da parte delle due vetture nipponiche, che si classificano quinta e sesta in classifica piloti e terze, dietro a Porsche e Audi, in classifica costruttori. A fine stagione l'auto è stata ritirata per essere sostituita dalla nuova TS050, ma nella sua carriera biennale rimane comunque il prototipo più vincente nella storia della Toyota, l'unica a vincere il mondiale piloti e il mondiale costruttori.

#### Toyota TS050 Hybrid
Per la stagione 2016 è stata presentata la TS050 Hybrid, che rispetto alle sue versioni precedenti è equipaggiata con un nuovo motore a 6 cilindri da 2,4 litri (le precedenti montavano un motore a 8 cilindri da 3,7 litri). Dopo dei risultati non brillantissimi nelle prime due gare, le due TS050 si presentano a Le Mans come sfavorite. Già durante le qualifiche le vetture si dimostrano tuttavia più competitive del previsto, qualificandosi in terza e quarta posizione dietro alle due Porsche. Durante la gara, tuttavia, la numero 5 riesce a sopravanzare entrambe le vetture tedesche e si mette agevolmente in testa alla gara. A sei minuti dalla fine, tuttavia, la vettura accusa un improvviso calo di potenza ed è costretta al ritiro dopo aver dominato per quasi tutte le 24 ore in quello che è da molti considerato uno degli avvenimenti più sfortunati nella storia delle corse. La vittoria è andata così alla Porsche numero 2, mentre l'altra Toyota, la numero 6, si classifica seconda. Le restanti gare della stagione portano solo una vittoria e le due TS050 si classificano al terzo e all'ottavo posto in classifica piloti e al terzo posto in classifica costruttori.
Confermata anche per il 2017, la vettura si dimostra subito molto competitiva, ottenendo due vittorie nelle prime due gare. Presentatasi a Le Mans come grande favorita rispetto alla Porsche, rimasta la sua unica rivale dopo il ritiro di Audi, la squadra sceglie di schierare una terza vettura oltre alle due regolari per la gara francese. Le qualifiche sembrano confermare la superiorità del costruttore giapponese, con le tre vetture che ottengono il primo, secondo e quinto posto. Durante la gara la numero 7, partita in pole position, ha rapidamente staccato le altre vetture, mentre la numero 8 è stata costretta a sostare ai box per diverse decine di minuti, perdendo così la possibilità di competere per la vittoria finale. Durante la notte, tuttavia, la numero 7 è stata costretta al ritiro per un guasto alla frizione e pochi minuti dopo la numero 9 ha subito la stessa sorte a causa di una foratura dovuta a un incidente con una vettura di una classe minore, confermando così la maledizione della Toyota a Le Mans. L'unica vettura rimasta in gara, la numero 8, ha rimontato fino a classificarsi ottava assoluta e seconda di classe. Dopo Le Mans, nonostante le buone prestazioni, la Toyota ha perso la leadership della classifica a favore della Porsche e si è dovuta accontentare del secondo e quinto posto in classifica piloti e del secondo posto in classifica costruttori.
Sempre nel 2017 il ritiro di Porsche al termine della stagione ha portato Toyota a essere l'unico costruttore in griglia. Questo ha portato al congelamento delle specifiche fino al 2020 e all'unificazione delle stagioni 2018 e 2019 in un'unica superstagione. Di conseguenza Toyota ha interrotto lo sviluppo del suo prototipo e ha iscritto le sue TS050 dell'anno precedente alla nuova superstagione.

### CART World Series e IndyCar Series
Dal 1996 al 2002 la Toyota ha costruito motori per le monoposto partecipanti alle CART World Series. I primi anni non sono stati molto positivi per le vetture motorizzate Toyota, che erano più lente e meno affidabili rispetto a vetture con altri motori. Per due anni nessuna vettura motorizzata Toyota ha guidato una gara anche solo per un giro. Nel 1999 una Reynard 99i con motore Toyota guidata da Scott Pruett ha ottenuto la prima pole position per il costruttore giapponese. L'anno successivo una Lola B2K/00 motorizzata Toyota, guidata da Juan Pablo Montoya, ha ottenuto la prima vittoria per il costruttore nipponico. A fine anno saranno cinque le vittorie di monoposto con motori Toyota. Nel 2001 sono sei le vittorie dei motori giapponesi. Il 2002 è il miglior anno per Toyota, che si aggiudica il titolo costruttori e riesce a piazzare due piloti con i suoi motori ai primi due posti della classifica piloti.
Nel 2003 la Toyota ha scelto di terminare la produzione di motori per le CART World Series per passare alle IndyCar Series, fornendo supporto ufficiale alle scuderie che utilizzavano i suoi motori. Nel suo primo anno il costruttore nipponico si è dimostrato il migliore sulla griglia, vincendo la 500 Miglia di Indianapolis con Gil de Ferran e il titolo piloti con Scott Dixon. I due anni successivi si sono però rivelati poveri di successi. Al termine della stagione 2005, a seguito della decisione del Team Penske e della Chip Ganassi Racing, i due principali team Toyota, di passare a motori Honda dalla stagione successiva, il costruttore ha annunciato l'intenzione di interrompere la produzione di motori per concentrarsi sull'imminente impegno nella NASCAR.

## Risultati

### Campionato del mondo rally
| Anno | Vettura                       | Pilota           | 1       | 2       | 3       | 4       | 5       | 6       | 7       | 8       | 9     | 10      | 11      | 12      | 13      | 14      | PP  | Punti | PC  | Punti |
| ---- | ----------------------------- | ---------------- | ------- | ------- | ------- | ------- | ------- | ------- | ------- | ------- | ----- | ------- | ------- | ------- | ------- | ------- | --- | ----- | --- | ----- |
| 1991 | Toyota Celica GT-Four ST165   | Carlos Sainz     | MON 1   | SVE     | POR 1   | KEN Rit | FRA 1   | GRE 2   | NZL 1   | ARG 1   | FIN 4 | AUS Rit | ITA 6   | CAV     | SPA Rit | GBR 3   | 2°  | 143   | 2°  | 128   |
| 1991 | Toyota Celica GT-Four ST165   | Armin Schwarz    | MON 4   | SVE     | POR Rit | KEN     | FRA Rit | GRE 5   | NZL     | ARG     | FIN 9 | AUS 3   | ITA 8   | CAV     | SPA 1   | GBR     | 6°  | 55    | 2°  | 128   |
| 1992 | Toyota Celica Turbo 4WD ST185 | Carlos Sainz     | MON 2   | SVE     | POR 3   | KEN 1   | FRA 4   | GRE Rit | NZL 1   | ARG 2   | FIN   | AUS 3   | ITA     | CAV     | SPA 1   | GBR 1   | 1°  | 144   | 2°  | 116   |
| 1992 | Toyota Celica Turbo 4WD ST185 | Markku Alén      | MON Rit | SVE 4   | POR 4   | KEN 5   | FRA     | GRE Rit | NZL     | ARG     | FIN 3 | AUS     | ITA     | CAV     | SPA     | GBR 4   | 5°  | 50    | 2°  | 116   |
| 1992 | Toyota Celica Turbo 4WD ST185 | Armin Schwarz    | MON Rit | SVE     | POR Rit | KEN     | FRA 5   | GRE Rit | NZL     | ARG     | FIN   | AUS     | ITA     | CAV     | SPA 5   | GBR     | 19° | 16    | 2°  | 116   |
| 1993 | Toyota Celica Turbo 4WD ST185 | Juha Kankkunen   | MON 5   | SVE 2   | POR     | KEN 1   | FRA     | GRE Rit | ARG 1   | NZL 5   | FIN 1 | AUS 1   | ITA     | SPA 3   | GBR 1   |         | 1°  | 143   | 1°' | 157   |
| 1993 | Toyota Celica Turbo 4WD ST185 | Didier Auriol    | MON 1   | SVE Rit | POR     | KEN     | FRA 2   | GRE Rit | ARG 3   | NZL 3   | FIN 3 | AUS Rit | ITA     | SPA 2   | GBR 6   |         | 3°  | 92    | 1°' | 157   |
| 1994 | Toyota Celica Turbo 4WD ST185 | Juha Kankkunen   | MON 2   | POR 1   | KEN Rit | FRA 4   | GRE 3   | ARG Ret | NZL 2   | FIN 9   | ITA 7 | GBR 2   |         |         |         |         | 3°  | 93    | 1°  | 151   |
| 1994 | Toyota Celica Turbo 4WD ST185 | Didier Auriol    | MON Rit | POR 2   | KEN 3   | FRA 1   | GRE Rit | ARG 1   | NZL 5   | FIN 2   | ITA 1 | GBR 6   |         |         |         |         | 1°  | 116   | 1°  | 151   |
| 1995 | Toyota Celica Turbo ST205     | Juha Kankkunen   | MON 3   | SVE 4   | POR 2   | FRA 10  | NZL 3   | AUS 3   | SPA Rit | GBR     |       |         |         |         |         |         | SQ  | 62    | SQ  | 260   |
| 1995 | Toyota Celica Turbo ST205     | Didier Auriol    | MON Rit | SVE 5   | POR 5   | FRA 1   | NZL 2   | AUS Rit | SPA SQ  | GBR     |       |         |         |         |         |         | SQ  | 51    | SQ  | 260   |
| 1995 | Toyota Celica Turbo ST205     | Armin Schwarz    | MON Rit | SVE 9   | POR 4   | FRA Rit | NZL 4   | AUS 5   | SPA Rit | GBR     |       |         |         |         |         |         | SQ  | 30    | SQ  | 260   |
| 1997 | Toyota Corolla WRC            | Didier Auriol    | MON     | SVE     | KEN     | POR     | SPA     | FRA     | ARG     | GRE     | NZL   | FIN 8   | IDN Rit | ITA 8   | AUS 3   | GBR Rit | 11° | 6     | –   | –     |
| 1997 | Toyota Corolla WRC            | Marcus Grönholm  | MON     | SVE     | KEN     | POR     | SPA     | FRA     | ARG     | GRE     | NZL   | FIN Rit | IDN     | ITA     | AUS     | GBR 5   | 12° | 5     | –   | –     |
| 1997 | Toyota Corolla WRC            | Neal Bates       | MON     | SVE     | KEN     | POR     | SPA     | FRA     | ARG     | GRE     | NZL   | FIN     | IDN Rit | ITA     | AUS 8   | GBR     | 27° | 1     | –   | –     |
| 1997 | Toyota Corolla WRC            | Freddy Loix      | MON     | SVE     | KEN     | POR     | SPA     | FRA     | ARG     | GRE     | NZL   | FIN     | IDN     | ITA 5   | AUS     | GBR     | 9°  | 8     | –   | –     |
| 1998 | Toyota Corolla WRC            | Carlos Sainz     | MON 1   | SVE 2   | KEN Rit | POR 2   | SPA 7   | FRA 8   | ARG 2   | GRE 4   | NZL 1 | FIN 2   | ITA 4   | AUS 2   | GBR Rit |         | 2°  | 56    | 2°  | 85    |
| 1998 | Toyota Corolla WRC            | Didier Auriol    | MON 14  | SVE 6   | KEN 4   | POR Rit | SPA 1   | FRA 6   | ARG Rit | GRE 2   | NZL 2 | FIN 4   | ITA Rit | AUS 3   | GBR Rit |         | 5°  | 34    | 2°  | 85    |
| 1998 | Toyota Corolla WRC            | Marcus Grönholm  | MON     | SVE     | KEN     | POR     | SPA     | FRA     | ARG     | GRE     | NZL   | FIN 7   | ITA     | AUS     | GBR Rit |         | 16° | 2     | 2°  | 85    |
| 1998 | Toyota Corolla WRC            | Freddy Loix      | MON     | SVE     | KEN     | POR 3   | SPA 2   | FRA     | ARG     | GRE 5   | NZL   | FIN     | ITA     | AUS 6   | GBR     |         | 8°  | 13    | –   | –     |
| 1998 | Toyota Corolla WRC            | Thomas Rådström  | MON     | SVE Rit | KEN     | POR Ret | SPA 12  | FRA     | ARG     | GRE Rit | NZL 7 | FIN 6   | ITA     | AUS     | GBR     |         | 19° | 1     | –   | –     |
| 1998 | Toyota Corolla WRC            | Neal Bates       | MON     | SVE     | KEN     | POR     | SPA     | FRA     | ARG     | GRE     | NZL   | FIN     | ITA     | AUS 12  | GBR     |         | NC  | 0     | –   | –     |
| 1998 | Toyota Corolla WRC            | Henrik Lundgaard | MON     | SVE     | KEN     | POR     | SPA     | FRA     | ARG     | GRE     | NZL   | FIN     | ITA     | AUS     | GBR Rit |         | NC  | 0     | –   | –     |
| 1999 | Toyota Corolla WRC            | Carlos Sainz     | MON Rit | SVE 2   | KEN 3   | POR 2   | SPA Rit | FRA 3   | ARG 5   | GRE 2   | NZL 6 | FIN 3   | CIN 3   | ITA Rit | AUS 2   | GBR Rit | 5°  | 44    | 1°  | 109   |
| 1999 | Toyota Corolla WRC            | Didier Auriol    | MON 3   | SVE 4   | KEN 2   | POR 3   | SPA 2   | FRA 5   | ARG 3   | GRE Rit | NZL 4 | FIN Rit | CIN 1   | ITA 3   | AUS Rit | GBR Rit | 3°  | 52    | 1°  | 109   |
| 1999 | Toyota Corolla WRC            | Martin Brundle   | MON     | SVE     | KEN     | POR     | SPA     | FRA     | ARG     | GRE     | NZL   | FIN     | CIN     | ITA     | AUS     | GBR Rit | NC  | 0     | 1°  | 109   |
| 1999 | Toyota Corolla WRC            | Isolde Holderied | MON 13  | SVE     | KEN     | POR     | SPA 19  | FRA 23  | ARG     | GRE     | NZL   | FIN     | CIN     | ITA 28  | AUS     | GBR     | NC  | 0     | –   | –     |
| 1999 | Toyota Corolla WRC            | Matthias Kahle   | MON     | SVE     | KEN     | POR 8   | SPA     | FRA     | ARG     | GRE Rit | NZL 7 | FIN     | CIN     | ITA     | AUS     | GBR 10  | NC  | 0     | –   | –     |
| 1999 | Toyota Corolla WRC            | Henrik Lundgaard | MON 9   | SVE     | KEN     | POR     | SPA Rit | FRA 11  | ARG     | GRE     | NZL   | FIN     | CIN     | ITA 11  | AUS     | GBR     | NC  | 0     | –   | –     |
| 1999 | Toyota Corolla WRC            | Ian Duncan       | MON     | SVE     | KEN 4   | POR     | SPA     | FRA     | ARG     | GRE     | NZL   | FIN     | CIN     | ITA     | AUS     | GBR     | 17° | 3     | –   | –     |
| 1999 | Toyota Corolla WRC            | Neal Bates       | MON     | SVE     | KEN     | POR     | SPA     | FRA     | ARG     | GRE     | NZL   | FIN     | CIN     | ITA     | AUS Rit | GBR     | NC  | 0     | –   | –     |

### 24 Ore di Le Mans
| Anno | Vettura             | Equipaggio                                         | Classe   | Giri | Pos. | Pos. Classe |
| ---- | ------------------- | -------------------------------------------------- | -------- | ---- | ---- | ----------- |
| 1998 | Toyota GT-One       | Ukyo Katayama Toshio Suzuki Keiichi Tsuchiya       | GT1      | 326  | 9°   | 8°          |
| 1998 | Toyota GT-One       | Thierry Boutsen Ralf Kelleners Geoff Lees          | GT1      | 330  | Rit  | Rit         |
| 1998 | Toyota GT-One       | Martin Brundle Emmanuel Collard Éric Hélary        | GT1      | 191  | Rit  | Rit         |
| 1999 | Toyota GT-One       | Ukyo Katayama Toshio Suzuki Keiichi Tsuchiya       | LMGTP    | 364  | 2°   | 1°          |
| 1999 | Toyota GT-One       | Thierry Boutsen Ralf Kelleners Allan McNish        | LMGTP    | 173  | Rit  | Rit         |
| 1999 | Toyota GT-One       | Martin Brundle Emmanuel Collard Vincenzo Sospiri   | LMGTP    | 90   | Rit  | Rit         |
| 2012 | Toyota TS030 Hybrid | Anthony Davidson Sébastien Buemi Stéphane Sarrazin | LMP1     | 82   | Rit  | Rit         |
| 2012 | Toyota TS030 Hybrid | Alexander Wurz Nicolas Lapierre Kazuki Nakajima    | LMP1     | 134  | Rit  | Rit         |
| 2013 | Toyota TS030 Hybrid | Anthony Davidson Sébastien Buemi Stéphane Sarrazin | LMP1     | 347  | 2°   | 2°          |
| 2013 | Toyota TS030 Hybrid | Alexander Wurz Nicolas Lapierre Kazuki Nakajima    | LMP1     | 341  | 4°   | 4°          |
| 2014 | Toyota TS040 Hybrid | Anthony Davidson Sébastien Buemi Nicolas Lapierre  | LMP1-H   | 347  | 3°   | 3°          |
| 2014 | Toyota TS040 Hybrid | Alexander Wurz Stéphane Sarrazin Kazuki Nakajima   | LMP1-H   | 219  | Rit  | Rit         |
| 2015 | Toyota TS040 Hybrid | Anthony Davidson Sébastien Buemi Kazuki Nakajima   | LMP1     | 386  | 8°   | 8°          |
| 2015 | Toyota TS040 Hybrid | Alexander Wurz Mike Conway Stéphane Sarrazin       | LMP1     | 387  | 6°   | 6°          |
| 2016 | Toyota TS050 Hybrid | Anthony Davidson Sébastien Buemi Kazuki Nakajima   | LMP1     | 384  | Rit  | Rit         |
| 2016 | Toyota TS050 Hybrid | Mike Conway Stéphane Sarrazin Kamui Kobayashi      | LMP1     | 381  | 2°   | 2°          |
| 2017 | Toyota TS050 Hybrid | Anthony Davidson Sébastien Buemi Kazuki Nakajima   | LMP1     | 358  | 8°   | 2°          |
| 2017 | Toyota TS050 Hybrid | Mike Conway Stéphane Sarrazin Kamui Kobayashi      | LMP1     | 154  | Rit  | Rit         |
| 2017 | Toyota TS050 Hybrid | Nicolas Lapierre Yuji Kunimoto José María López    | LMP1     | 160  | Rit  | Rit         |
| 2018 | Toyota TS050 Hybrid | Fernando Alonso Sébastien Buemi Kazuki Nakajima    | LMP1     | 388  | 1°   | 1°          |
| 2018 | Toyota TS050 Hybrid | Mike Conway Kamui Kobayashi José María López       | LMP1     | 386  | 2°   | 2°          |
| 2019 | Toyota TS050 Hybrid | Fernando Alonso Sébastien Buemi Kazuki Nakajima    | LMP1     | 385  | 1°   | 1°          |
| 2019 | Toyota TS050 Hybrid | Mike Conway Kamui Kobayashi José María López       | LMP1     | 385  | 2°   | 2°          |
| 2020 | Toyota TS050 Hybrid | Sébastien Buemi Kazuki Nakajima Brendon Hartley    | LMP1     | 387  | 1°   | 1°          |
| 2020 | Toyota TS050 Hybrid | Mike Conway Kamui Kobayashi José María López       | LMP1     | 381  | 3°   | 3°          |
| 2021 | Toyota GR010 Hybrid | Sébastien Buemi Kazuki Nakajima Brendon Hartley    | Hypercar | 369  | 2°   | 2°          |
| 2021 | Toyota GR010 Hybrid | Mike Conway Kamui Kobayashi José María López       | Hypercar | 371  | 1°   | 1°          |
| 2022 | Toyota GR010 Hybrid | Sébastien Buemi Brendon Hartley Ryō Hirakawa       | Hypercar | 380  | 1°   | 1°          |
| 2022 | Toyota GR010 Hybrid | Mike Conway Kamui Kobayashi José María López       | Hypercar | 380  | 2°   | 2°          |
| 2023 | Toyota GR010 Hybrid | Sébastien Buemi Brendon Hartley Ryō Hirakawa       | Hypercar | 342  | 2°   | 2°          |
| 2023 | Toyota GR010 Hybrid | Mike Conway Kamui Kobayashi José María López       | Hypercar | 103  | Rit  | Rit         |
| 2024 | Toyota GR010 Hybrid | Sébastien Buemi Brendon Hartley Ryō Hirakawa       | Hypercar | 311  | 5°   | 5°          |
| 2024 | Toyota GR010 Hybrid | Kamui Kobayashi Nyck de Vries José María López     | Hypercar | 311  | 2°   | 2°          |

### Campionato del mondo endurance
| Anno      | Classe   | Vettura             | Pilota            | 1       | 2       | 3       | 4       | 5       | 6       | 7       | 8       | 9     | PP  | Punti  | PC | Punti |
| --------- | -------- | ------------------- | ----------------- | ------- | ------- | ------- | ------- | ------- | ------- | ------- | ------- | ----- | --- | ------ | -- | ----- |
| 2012      | LMP1     | Toyota TS030 Hybrid | Alexander Wurz    | SEB     | SPA     | LMS Rit | SIL 2   | SPL 1   | BHR Rit | FUJ 1   | SHA 1   |       | 3°  | 96     | 2° | 96    |
| 2012      | LMP1     | Toyota TS030 Hybrid | Nicolas Lapierre  | SEB     | SPA     | LMS Rit | SIL 2   | SPL 1   | BHR Rit | FUJ 1   | SHA 1   |       | 3°  | 96     | 2° | 96    |
| 2012      | LMP1     | Toyota TS030 Hybrid | Kazuki Nakajima   | SEB     | SPA     | LMS Rit | SIL 2   | SPL     | BHR     | FUJ 1   | SHA     |       | 13° | 44     | 2° | 96    |
| 2012      | LMP1     | Toyota TS030 Hybrid | Anthony Davidson  | SEB     | SPA     | LMS Rit | SIL     | SPL     | BHR     | FUJ     | SHA     |       | NC  | 0      | 2° | 96    |
| 2012      | LMP1     | Toyota TS030 Hybrid | Sébastien Buemi   | SEB     | SPA     | LMS Rit | SIL     | SPL     | BHR     | FUJ     | SHA     |       | NC  | 0      | 2° | 96    |
| 2012      | LMP1     | Toyota TS030 Hybrid | Stéphane Sarrazin | SEB 3   | SPA 29  | LMS Rit | SIL 9   | SPL 7   | BHR 8   | FUJ 9   | SHA 8   |       | 15° | 37,5   | 2° | 96    |
| 2013      | LMP1     | Toyota TS030 Hybrid | Anthony Davidson  | SIL 3   | SPA 4   | LMS 2   | SPL Rit | CDA 2   | FUJ 15  | SHA Rit | BHR 1   |       | 3°  | 106,25 | 2° | 142,5 |
| 2013      | LMP1     | Toyota TS030 Hybrid | Stéphane Sarrazin | SIL 3   | SPA 4   | LMS 2   | SPL Rit | CDA 2   | FUJ 15  | SHA Rit | BHR 1   |       | 3°  | 106,25 | 2° | 142,5 |
| 2013      | LMP1     | Toyota TS030 Hybrid | Sébastien Buemi   | SIL 3   | SPA 4   | LMS 2   | SPL Rit | CDA 2   | FUJ 15  | SHA Rit | BHR 1   |       | 3°  | 106,25 | 2° | 142,5 |
| 2013      | LMP1     | Toyota TS030 Hybrid | Alexander Wurz    | SIL 4   | SPA Rit | LMS 4   | SPL     | CDA     | FUJ 1   | SHA 2   | BHR Rit |       | 4°  | 69,5   | 2° | 142,5 |
| 2013      | LMP1     | Toyota TS030 Hybrid | Nicolas Lapierre  | SIL 4   | SPA Rit | LMS 4   | SPL     | CDA     | FUJ 1   | SHA 2   | BHR Rit |       | 4°  | 69,5   | 2° | 142,5 |
| 2013      | LMP1     | Toyota TS030 Hybrid | Kazuki Nakajima   | SIL     | SPA Rit | LMS 4   | SPL     | CDA     | FUJ 1   | SHA     | BHR Rit |       | 12° | 37,5   | 2° | 142,5 |
| 2014      | LMP1     | Toyota TS040 Hybrid | Anthony Davidson  | SIL 1   | SPA 1   | LMS 3   | CDA 3   | FUJ 1   | SHA 1   | BHR 10  | SPL 2   |       | 1°  | 166    | 1° | 289   |
| 2014      | LMP1     | Toyota TS040 Hybrid | Sébastien Buemi   | SIL 1   | SPA 1   | LMS 3   | CDA 3   | FUJ 1   | SHA 1   | BHR 10  | SPL 2   |       | 1°  | 166    | 1° | 289   |
| 2014      | LMP1     | Toyota TS040 Hybrid | Nicolas Lapierre  | SIL 1   | SPA 1   | LMS 3   | CDA 3   | FUJ     | SHA     | BHR     | SPL     |       | 6°  | 96     | 1° | 289   |
| 2014      | LMP1     | Toyota TS040 Hybrid | Alexander Wurz    | SIL 2   | SPA 3   | LMS Rit | CDA 6   | FUJ 2   | SHA 2   | BHR 1   | SPL 4   |       | 5°  | 116    | 1° | 289   |
| 2014      | LMP1     | Toyota TS040 Hybrid | Stéphane Sarrazin | SIL 2   | SPA 3   | LMS Rit | CDA 6   | FUJ 2   | SHA 2   | BHR 1   | SPL 4   |       | 5°  | 116    | 1° | 289   |
| 2014      | LMP1     | Toyota TS040 Hybrid | Kazuki Nakajima   | SIL 2   | SPA 3   | LMS Rit | CDA     | FUJ 2   | SHA 2   | BHR     | SPL     |       | 8°  | 71     | 1° | 289   |
| 2015      | LMP1     | Toyota TS040 Hybrid | Anthony Davidson  | SIL 3   | SPA 8   | LMS 8   | NÜR 5   | CDA 4   | FUJ 5   | SHA 6   | BHR 4   |       | 5°  | 79     | 3° | 164   |
| 2015      | LMP1     | Toyota TS040 Hybrid | Sébastien Buemi   | SIL 3   | SPA 8   | LMS 8   | NÜR 5   | CDA 4   | FUJ 5   | SHA 6   | BHR 4   |       | 5°  | 79     | 3° | 164   |
| 2015      | LMP1     | Toyota TS040 Hybrid | Kazuki Nakajima   | SIL 3   | SPA     | LMS 8   | NÜR 5   | CDA 4   | FUJ 5   | SHA 6   | BHR 4   |       | 7°  | 75     | 3° | 164   |
| 2015      | LMP1     | Toyota TS040 Hybrid | Alexander Wurz    | SIL 4   | SPA 5   | LMS 6   | NÜR 6   | CDA Rit | FUJ 6   | SHA 5   | BHR 3   |       | 6°  | 79     | 3° | 164   |
| 2015      | LMP1     | Toyota TS040 Hybrid | Mike Conway       | SIL 4   | SPA 5   | LMS 6   | NÜR 6   | CDA Rit | FUJ 6   | SHA 5   | BHR 3   |       | 6°  | 79     | 3° | 164   |
| 2015      | LMP1     | Toyota TS040 Hybrid | Stéphane Sarrazin | SIL 4   | SPA 5   | LMS 6   | NÜR 6   | CDA Rit | FUJ 6   | SHA 5   | BHR 3   |       | 6°  | 79     | 3° | 164   |
| 2016      | LMP1     | Toyota TS050 Hybrid | Sébastien Buemi   | SIL 16  | SPA 17  | LMS NC  | NÜR 5   | MES Rit | CDA 5   | FUJ 4   | SHA 3   | BHR 4 | 8°  | 60     | 3° | 229   |
| 2016      | LMP1     | Toyota TS050 Hybrid | Kazuki Nakajima   | SIL 16  | SPA 17  | LMS NC  | NÜR 5   | MES Rit | CDA 5   | FUJ 4   | SHA 3   | BHR 4 | 8°  | 60     | 3° | 229   |
| 2016      | LMP1     | Toyota TS050 Hybrid | Anthony Davidson  | SIL 16  | SPA 17  | LMS NC  | NÜR 5   | MES     | CDA 5   | FUJ 4   | SHA 3   | BHR 4 | 8°  | 60     | 3° | 229   |
| 2016      | LMP1     | Toyota TS050 Hybrid | Mike Conway       | SIL 2   | SPA Rit | LMS 2   | NÜR 6   | MES 3   | CDA 3   | FUJ 1   | SHA 2   | BHR 5 | 3°  | 145    | 3° | 229   |
| 2016      | LMP1     | Toyota TS050 Hybrid | Stéphane Sarrazin | SIL 2   | SPA Rit | LMS 2   | NÜR 6   | MES 3   | CDA 3   | FUJ 1   | SHA 2   | BHR 5 | 3°  | 145    | 3° | 229   |
| 2016      | LMP1     | Toyota TS050 Hybrid | Kamui Kobayashi   | SIL 2   | SPA Rit | LMS 2   | NÜR 6   | MES 3   | CDA 3   | FUJ 1   | SHA 2   | BHR 5 | 3°  | 145    | 3° | 229   |
| 2017      | LMP1     | Toyota TS050 Hybrid | Sébastien Buemi   | SIL 1   | SPA 1   | LMS 6   | NÜR 4   | MES 3   | CDA 3   | FUJ 1   | SHA 1   | BHR 1 | 2°  | 183    | 2° | 286,5 |
| 2017      | LMP1     | Toyota TS050 Hybrid | Kazuki Nakajima   | SIL 1   | SPA 1   | LMS 6   | NÜR 4   | MES 3   | CDA 3   | FUJ 1   | SHA 1   | BHR 1 | 2°  | 183    | 2° | 286,5 |
| 2017      | LMP1     | Toyota TS050 Hybrid | Anthony Davidson  | SIL 1   | SPA 1   | LMS 6   | NÜR 4   | MES 3   | CDA     | FUJ 1   | SHA 1   | BHR 1 | 3°  | 168    | 2° | 286,5 |
| 2017      | LMP1     | Toyota TS050 Hybrid | Mike Conway       | SIL 13  | SPA 2   | LMS Rit | NÜR 3   | MES 4   | CDA 4   | FUJ 2   | SHA 4   | BHR 4 | 5°  | 103,5  | 2° | 286,5 |
| 2017      | LMP1     | Toyota TS050 Hybrid | Kamui Kobayashi   | SIL 13  | SPA 2   | LMS Rit | NÜR 3   | MES 4   | CDA 4   | FUJ 2   | SHA 4   | BHR 4 | 5°  | 103,5  | 2° | 286,5 |
| 2017      | LMP1     | Toyota TS050 Hybrid | José María López  | SIL 13  | SPA     | LMS Rit | NÜR 3   | MES 4   | CDA 4   | FUJ 2   | SHA 4   | BHR 4 | 6°  | 84,5   | 2° | 286,5 |
| 2017      | LMP1     | Toyota TS050 Hybrid | Stéphane Sarrazin | SIL     | SPA 5   | LMS Rit | NÜR     | MES     | CDA 3   | FUJ     | SHA     | BHR   | 17° | 26     | 2° | 286,5 |
| 2017      | LMP1     | Toyota TS050 Hybrid | Yuji Kunimoto     | SIL     | SPA 5   | LMS Rit | NÜR     | MES     | CDA     | FUJ     | SHA     | BHR   | 28° | 10     | 2° | 286,5 |
| 2017      | LMP1     | Toyota TS050 Hybrid | Nicolas Lapierre  | SIL 7   | SPA 5   | LMS Rit | NÜR 7   | MES 6   | CDA 5   | FUJ 6   | SHA 6   | BHR 8 | 12° | 60     | 2° | 286,5 |
| 2018-2019 | LMP1     | Toyota TS050 Hybrid | Sébastien Buemi   | SPA 1   | LMS 1   | SIL SQ  | FUJ 2   | SHA 2   | SEB 1   | SPA 1   | LMS 1   |       | 1°  | 198    | 1° | 215   |
| 2018-2019 | LMP1     | Toyota TS050 Hybrid | Kazuki Nakajima   | SPA 1   | LMS 1   | SIL SQ  | FUJ 2   | SHA 2   | SEB 1   | SPA 1   | LMS 1   |       | 1°  | 198    | 1° | 215   |
| 2018-2019 | LMP1     | Toyota TS050 Hybrid | Fernando Alonso   | SPA 1   | LMS 1   | SIL SQ  | FUJ 2   | SHA 2   | SEB 1   | SPA 1   | LMS 1   |       | 1°  | 198    | 1° | 215   |
| 2018-2019 | LMP1     | Toyota TS050 Hybrid | Mike Conway       | SPA 2   | LMS 2   | SIL SQ  | FUJ 1   | SHA 1   | SEB 2   | SPA 6   | LMS 2   |       | 2°  | 157    | 1° | 215   |
| 2018-2019 | LMP1     | Toyota TS050 Hybrid | Kamui Kobayashi   | SPA 2   | LMS 2   | SIL SQ  | FUJ 1   | SHA 1   | SEB 2   | SPA 6   | LMS 2   |       | 2°  | 157    | 1° | 215   |
| 2018-2019 | LMP1     | Toyota TS050 Hybrid | José María López  | SPA 2   | LMS 2   | SIL SQ  | FUJ 1   | SHA 1   | SEB 2   | SPA 6   | LMS 2   |       | 2°  | 157    | 1° | 215   |
| 2019-2020 | LMP1     | Toyota TS050 Hybrid | Sébastien Buemi   | SIL 2   | FUJ 1   | SHA 2   | BHR 2   | CDA 2   | SPA 2   | LMS 1   | BHR 2   |       | 2°  | 202    | 1° | 241   |
| 2019-2020 | LMP1     | Toyota TS050 Hybrid | Kazuki Nakajima   | SIL 2   | FUJ 1   | SHA 2   | BHR 2   | CDA 2   | SPA 2   | LMS 1   | BHR 2   |       | 2°  | 202    | 1° | 241   |
| 2019-2020 | LMP1     | Toyota TS050 Hybrid | Brendon Hartley   | SIL 2   | FUJ 1   | SHA 2   | BHR 2   | CDA 2   | SPA 2   | LMS 1   | BHR 2   |       | 2°  | 202    | 1° | 241   |
| 2019-2020 | LMP1     | Toyota TS050 Hybrid | Mike Conway       | SIL 1   | FUJ 2   | SHA 3   | BHR 1   | CDA 3   | SPA 1   | LMS 3   | BHR 1   |       | 1°  | 207    | 1° | 241   |
| 2019-2020 | LMP1     | Toyota TS050 Hybrid | Kamui Kobayashi   | SIL 1   | FUJ 2   | SHA 3   | BHR 1   | CDA 3   | SPA 1   | LMS 3   | BHR 1   |       | 1°  | 207    | 1° | 241   |
| 2019-2020 | LMP1     | Toyota TS050 Hybrid | José María López  | SIL 1   | FUJ 2   | SHA 3   | BHR 1   | CDA 3   | SPA 1   | LMS 3   | BHR 1   |       | 1°  | 207    | 1° | 241   |
| 2021      | Hypercar | Toyota GR010 Hybrid | Sébastien Buemi   | SPA 1   | POR 1   | MNZ 4   | LMS 2   | BHR 2   | BHR 1   |         |         |       | 2°  | 168    | 1° | 206   |
| 2021      | Hypercar | Toyota GR010 Hybrid | Kazuki Nakajima   | SPA 1   | POR 1   | MNZ 4   | LMS 2   | BHR 2   | BHR 1   |         |         |       | 2°  | 168    | 1° | 206   |
| 2021      | Hypercar | Toyota GR010 Hybrid | Brendon Hartley   | SPA 1   | POR 1   | MNZ 4   | LMS 2   | BHR 2   | BHR 1   |         |         |       | 2°  | 168    | 1° | 206   |
| 2021      | Hypercar | Toyota GR010 Hybrid | Mike Conway       | SPA 3   | POR 2   | MNZ 1   | LMS 1   | BHR 1   | BHR 2   |         |         |       | 1°  | 173    | 1° | 206   |
| 2021      | Hypercar | Toyota GR010 Hybrid | Kamui Kobayashi   | SPA 3   | POR 2   | MNZ 1   | LMS 1   | BHR 1   | BHR 2   |         |         |       | 1°  | 173    | 1° | 206   |
| 2021      | Hypercar | Toyota GR010 Hybrid | José María López  | SPA 3   | POR 2   | MNZ 1   | LMS 1   | BHR 1   | BHR 2   |         |         |       | 1°  | 173    | 1° | 206   |
| 2022      | Hypercar | Toyota GR010 Hybrid | Sébastien Buemi   | SEB 2   | SPA Rit | LMS 1   | MNZ 2   | FUJ 1   | BHR 2   |         |         |       | 1°  | 149    | 1° | 186   |
| 2022      | Hypercar | Toyota GR010 Hybrid | Brendon Hartley   | SEB 2   | SPA Rit | LMS 1   | MNZ 2   | FUJ 1   | BHR 2   |         |         |       | 1°  | 149    | 1° | 186   |
| 2022      | Hypercar | Toyota GR010 Hybrid | Ryō Hirakawa      | SEB 2   | SPA Rit | LMS 1   | MNZ 2   | FUJ 1   | BHR 2   |         |         |       | 1°  | 149    | 1° | 186   |
| 2022      | Hypercar | Toyota GR010 Hybrid | Mike Conway       | SPA Rit | POR 1   | MNZ 2   | LMS 3   | BHR 2   | BHR 1   |         |         |       | 3°  | 133    | 1° | 186   |
| 2022      | Hypercar | Toyota GR010 Hybrid | Kamui Kobayashi   | SPA Rit | POR 1   | MNZ 2   | LMS 3   | BHR 2   | BHR 1   |         |         |       | 3°  | 133    | 1° | 186   |
| 2022      | Hypercar | Toyota GR010 Hybrid | José María López  | SPA Rit | POR 1   | MNZ 2   | LMS 3   | BHR 2   | BHR 1   |         |         |       | 3°  | 133    | 1° | 186   |
| 2023      | Hypercar | Toyota GR010 Hybrid | Sébastien Buemi   | SEB 2   | POR 1   | SPA 2   | LMS 2   | MNZ 6   | FUJ 2   | BHR 1   |         |       | 1°  | 172    | 1° | 217   |
| 2023      | Hypercar | Toyota GR010 Hybrid | Brendon Hartley   | SEB 2   | POR 1   | SPA 2   | LMS 2   | MNZ 6   | FUJ 2   | BHR 1   |         |       | 1°  | 172    | 1° | 217   |
| 2023      | Hypercar | Toyota GR010 Hybrid | Ryō Hirakawa      | SEB 2   | POR 1   | SPA 2   | LMS 2   | MNZ 6   | FUJ 2   | BHR 1   |         |       | 1°  | 172    | 1° | 217   |
| 2023      | Hypercar | Toyota GR010 Hybrid | Mike Conway       | SEB 1   | POR 9   | SPA 1   | LMS Rit | MNZ 1   | FUJ 1   | BHR 2   |         |       | 2°  | 145    | 1° | 217   |
| 2023      | Hypercar | Toyota GR010 Hybrid | Kamui Kobayashi   | SEB 1   | POR 9   | SPA 1   | LMS Rit | MNZ 1   | FUJ 1   | BHR 2   |         |       | 2°  | 145    | 1° | 217   |
| 2023      | Hypercar | Toyota GR010 Hybrid | José María López  | SEB 1   | POR 9   | SPA 1   | LMS Rit | MNZ 1   | FUJ 1   | BHR 2   |         |       | 2°  | 145    | 1° | 217   |
| 2024      | Hypercar | Toyota GR010 Hybrid | Sébastien Buemi   | QAT 8   | ITA 5   | SPA 6   | LMS 5   | SAN 1   | CDA 15  | FUJ 10  | BHR 1   |       | 4°  | 109    | 1° | 190   |
| 2024      | Hypercar | Toyota GR010 Hybrid | Brendon Hartley   | QAT 8   | ITA 5   | SPA 6   | LMS 5   | SAN 1   | CDA 15  | FUJ 10  | BHR 1   |       | 4°  | 109    | 1° | 190   |
| 2024      | Hypercar | Toyota GR010 Hybrid | Ryō Hirakawa      | QAT 8   | ITA 5   | SPA 6   | LMS 5   | SAN 1   | CDA 15  | FUJ 10  | BHR 1   |       | 4°  | 109    | 1° | 190   |
| 2024      | Hypercar | Toyota GR010 Hybrid | Kamui Kobayashi   | QAT 5   | ITA 1   | SPA 7   | LMS 2   | SAN 4   | CDA 2   | FUJ Rit | BHR Rit |       | 3°  | 113    | 1° | 190   |
| 2024      | Hypercar | Toyota GR010 Hybrid | Nyck de Vries     | QAT 5   | ITA 1   | SPA 7   | LMS 2   | SAN 4   | CDA 2   | FUJ Rit | BHR Rit |       | 3°  | 113    | 1° | 190   |
| 2024      | Hypercar | Toyota GR010 Hybrid | Mike Conway       | QAT 5   | ITA 1   | SPA 7   | LMS     | SAN 4   | CDA 2   | FUJ Rit | BHR Rit |       | 6°  | 77     | 1° | 190   |
| 2024      | Hypercar | Toyota GR010 Hybrid | José María López  | QAT     | ITA     | SPA     | LMS 2   | SAN     | CDA     | FUJ     | BHR     |       | 16° | 36     | 1° | 190   |

## Palmarès

### Rally campionati
- 7 Campionati del mondo FIA WRC costruttori (1993, 1994, 1999, 2018, 2021, 2022, 2023)
- 9 Campionati del mondo FIA WRC piloti con Carlos Sainz (1990 e 1992), Juha Kankkunen (1993), Didier Auriol (1994), Ott Tänak (2019), Sébastien Ogier (2020 e 2021), Kalle Rovanperä (2022 e 2023)
- 4 Campionati europei Rally con Enrico Bertone (1995), Armin Schwarz (1996 e 2001) e Henrik Lundgaard (2000)
- 3 Campionati italiani Rally (1998, 1999, 2000)

### Campionati del mondo endurance FIA
- 7 Campionati del mondo FIA WEC costruttori (2014, 2018/2019, 2019/2020, 2021, 2022, 2023, 2024)
- 6 Campionati del mondo FIA WEC piloti (2014, 2018/2019, 2019/2020, 2021, 2022, 2023)

### Sport prototipi
- 5 24 Ore di Le Mans (2018, 2019, 2020, 2021, 2022)

### Rally raid
- 3 Rally Dakar con Nasser Al-Attiyah e Matthieu Baumel (2019, 2022 e 2023)
- 3 Coppa del mondo rally raid con Mathieu Baumel (2016, 2017 e 2021)
- 1 Campionati del mondo FIA RALLY-RAID costruttori (2022)
- 1 Campionati del mondo FIA RALLY-RAID piloti con Nasser Al-Attiyah e Matthieu Baumel (2022)